# Benjamin Sire
Benjamin Sire dit E-Riser, né le 16 novembre 1968 est un musicien, ancien dramaturge, et journaliste français.

## Biographie

### Famille
Benjamin Sire est le fils de Gérard Sire conteur, homme de radio et scénariste,.

### Carrière artistique
Benjamin Sire commence sa carrière par le théâtre à la fin des années 1980. Il adapte en 1994 Hygiène de l'assassin d'Amélie Nothomb en théâtre, dans une mise en scène de Gérard Desarthe,.
Il s'oriente ensuite vers la musique avec son groupe « Sire ».
En 2008, il sort l'album Chair Memories. En 2015, il sort l'album solo November. Durant la promotion de cet album, le musicien annonce être atteint depuis l'adolescence par une forme sévère de spondylarthrite ankylosante qui a transformé sa manière de travailler. Ne pouvant plus jouer d'instruments, ni se produire en live en raison de la violence des crises de douleurs qu'il subit et de leur récurrence, il se concentre sur le travail en studio et la musique assistée par ordinateur. Il sort un nouveau clip en novembre 2017, Sleepless Night.
Il publie un nouvel album, Electronica cinematic, 100% électro, en avril 2022, sous le nom de E-Riser.
En octobre 2022, après la décision du président russe Vladimir Poutine de procéder à une mobilisation partielle de la jeunesse russe dans le cadre de la guerre en Ukraine, toujours sous le nom de E-Riser, Benjamin Sire réalise une adaptation russe de la chanson de Boris Vian. Celle-ci est interprétée par la chanteuse russophone née en Ukraine Daria Nelson.

### Journalisme
Journaliste, Benjamin Sire écrit régulièrement pour Le Figaro, et L'Express,. En novembre 2021, dès son lancement, il rejoint comme éditorialiste l'équipe de l'hebdomadaire politique Franc-Tireur,. En mai 2025, il participe au lancement du média en ligne technosolutionniste Les électrons libres.

### Politique
Benjamin Sire s'engage auprès de Laurent Bouvet et devient membre du conseil d'administration du Printemps républicain. A propos de l'affaire Mila, il estime qu'il s'agit de l'expression d'une « guerre identitaire » et que l’intersectionnalité est une « bannière fictive ». Sur Sud Radio, il estime que « l'islamophobie n'existe pas vraiment ».

## Discographie
- ElektroBarok Concept, Midilive, 2001
- Contes de Noël pour adultes, France Inter / Harmonia Mundi, 2006
- Chair Memories, Chancy Publishing / Anticraft distribution, 2008
- November, Chancy Publishing / Musicast, 2015
- Cinematic A, Chancy Publishing / Believe Digital, 2018
- Electronica Cinematic, Chancy Publishing / Wiseband / Kuroneko, 2022[19]